# 李·安克里奇
李·安克里奇（英語：Lee Unkrich，1967年8月8日—），美國電影導演、剪接、編劇，長年於皮克斯動畫工作室工作，1994年開始擔任電影剪輯，後來參與執導電影。

## 生平
安克里奇生於俄亥俄州查格林福爾斯，1990年於南加州大學電影藝術學院畢業，1994年加入皮克斯動畫工作室。安克里奇與妻子勞拉·山奇里育有三個孩子：漢娜、愛麗絲和馬克斯。2019年1月，安克里奇宣布将离开皮克斯和电影界，将更多时间与家人相伴。

## 作品

### 導演
- 《玩具總動員3》（2010年）
- 《可可夜總會》（2017年）

### 聯合導演
- 《玩具總動員2》（1999年）
- 《怪獸電力公司》（2001年）
- 《海底總動員》（2003年）

### 其他
- 《玩具總動員》（1995年）（剪輯）
- 《蟲蟲危機》（1998年）（剪輯）
- 《怪獸大學》（2013年）（執行製片人）
- 《恐龍當家》（2015年）（執行製片人）
- 《玩具總動員4》（2019年）（故事、執行製片人）